# Духмянка перська
Духмянка перська (Ziziphora persica) — вид квіткових рослин родини глухокропивових (Lamiaceae).

## Біоморфологічна характеристика
Це однорічна рослина 5–30 см заввишки, коротко щетиниста, зазвичай гілляста в кожному вузлі. Листки до 4 × 1 см, від лінійно-ланцетних до вузько-еліптичних. Суцвіття — щільний субголовчастий яйцеподібний кінцевий колос. Чашечка 8–10 мм. Віночок лавандовий або блідо-блакитний, 9–12 мм, лише трохи перевищує чашечку.

## Поширення
Крим, Туреччина, Північний Кавказ, Південний Кавказ, Іран, Таджикистан, Туркменістан.
В Україні вид зростає на сухих кам'янистих чи лісових схилах — у Кримському Лісостепу, зрідка (села Верхньокурганне та Мальовниче Сімферопольського р-ну; с. Полюшка Севастопольської міськради).